# Фредерік Кортландт
Фредерік Герман Генрі «Фрітс» Кортландт (народився 19 червня 1946) — нідерландський колишній професор описової та порівняльної лінгвістики в Лейденському університеті в Нідерландах. Він пише про балтійські та слов'янські мови, індоєвропейські мови загалом та протоіндоєвропейські, хоча він також опублікував дослідження мов інших мовних сімей. Він також вивчав способи об'єднання мовних сімей у супергрупи, такі як суперечлива індо-уральська.

## Життєпис
Кортландт народився 19 червня 1946 року в Утрехті. Кортландт, разом з Джорджем ван Дрімом та кількома іншими колегами, є одним із прихильників Лейденської школи лінгвістики, яка описує мову в термінах мема або доброякісного паразита.
Кортландт має п'ять ступенів Амстердамського університету: 
Б. А., 1967, Слов'янське мовознавство та література
Б. А., 1967, математика та економіка
М. А., 1969, Слов'янське мовознавство
М. А., 1970, математична економіка
Кандидат філософії, 1972, математична лінгвістика
Він здобув ступінь доктора філософії під керівництвом Карла Лодевійка Ебелінга з дисертацією під назвою: «Моделювання фонеми: нові тенденції в східноєвропейській фонематичній теорії». Кортландт був професором слов'янських мов у Лейденському університеті між 1975 і 2011 роками.
Кортландт є членом Нідерландської королівської академії мистецтв і наук з 1986 року і є лауреатом Спінозапремії 1997 року. У 2007 році він склав версію байки Шлейхера, історію, написану гіпотетичною, реконструйованою протоіндоєвропейською мовою, яка радикально відрізняється від усіх попередніх версій.

## Інтернет-ресурси
- Frederik Kortlandt: Bibliography